# بول نيتز
بول نيتز (بالإنجليزية: Paul Nitze) (و. 1907 – 2004 م) هو سياسي من الولايات المتحدة الأمريكية ولد في أميرست، ماساتشوستس.
تولى منصب الأمين العام (1963-11-29–1967-06-30) .

## التعليم
تعلم في جامعة هارفارد.

## مناصب وهيئات
أدار جامعة جونز هوبكينز.

## جوائز
حصل على جوائز منها وسام "العمل الشجاع في الحرب الوطنية العظمى 1941-1945، وجائزة اريك-م-اربورغ، ووسام الحرية الرئاسي، ووسام الاستحقاق.

## روابط خارجية
- بول نيتز على موقع مونزينجر (الألمانية)
- بول نيتز على موقع إن إن دي بي (الإنجليزية)